# C.B.Jim
『C.B.Jim』（シービージム）は、BLANKEY JET CITY3枚目のスタジオ・アルバム。東芝EMIから1993年2月24日にリリースされた。

## 解説
『PUNKY BAD HIP』　『D.I.J.のピストル』　『3104丁目のDANCE HALLに足を向けろ』　『悪いひとたち』等の代表曲を収録した3rdアルバム。
作詞面で架空の人物を設定する新たな試みがなされる。
プロとしての意識が芽生え、売上を意識してしまったため本作は作るのにはとても苦労したとメンバーは語っている。
特に浅井は作詞に苦心し「何かを見失いかけた時の作品だが、バンドは色々な時期があるので、それはそれでいい」と話し、照井は本作から土屋昌巳の色が濃くなってきたと話している。

## 収録曲
| 全作詞: 浅井健一。 |                                      |           |          |      |
| #                  | タイトル                             | 作詞      | 作曲     | 時間 |
| 1.                 | 「PUNKY BAD HIP」                    | 浅井健一  | 浅井健一 | 4:04 |
| 2.                 | 「RED-RUM (夢見るBELL BOY)」         | 浅井健一  | 浅井健一 | 4:46 |
| 3.                 | 「D.I.J.のピストル」                 | 浅井健一  | 浅井健一 | 4:38 |
| 4.                 | 「死神のサングラス」                 | 浅井健一  | 照井利幸 | 4:29 |
| 5.                 | 「12月」                             | 浅井健一  | 照井利幸 | 5:37 |
| 6.                 | 「ROBOT」                            | 浅井健一  | 浅井健一 | 5:10 |
| 7.                 | 「ライラック」                       | 浅井健一  | 浅井健一 | 3:29 |
| 8.                 | 「ヴァニラ」                         | 浅井健一  | 中村達也 | 6:24 |
| 9.                 | 「車泥棒」                           | 浅井健一  | 浅井健一 | 3:59 |
| 10.                | 「ICE CANDY」                        | 浅井健一  | 浅井健一 | 3:46 |
| 11.                | 「3104丁目のDANCE HALLに足を向けろ」 | 浅井健一  | 浅井健一 | 3:17 |
| 12.                | 「悪いひとたち」                     | 浅井健一  | 照井利幸 | 9:06 |
| 合計時間:          | 合計時間:                            | 合計時間: | 58:45    |      |

### 楽曲解説
1. PUNKY BAD HIP
ベスト・アルバム『国境線上の蟻』『Blankey Jet City 1991-1995』に収録。
2. RED-RUM (夢見るBELL BOY) 
ベルボーイの夢想を歌っている。ジャズ風のロカビリー。
3. D.I.J.のピストル
ベスト・アルバム『THE SIX』『Blankey Jet City 1991-1995』に収録。
D.I.J.とは「ドキドキするようなイカれた人生」の略。
4. 死神のサングラス
5. 12月
6. ROBOT
歌詞の一部に浅井が納得行かず、何日間か悩んだ末「遊ぶ」という単語をあてはめ、当時のディレクターが天才だと感心したエピソードがある。
7. ライラック
浅井はアルバムの発売直前のテレビ番組収録時にプレゼントされるまで、ライラックの本当の色を知らなかった。
後のベスト・アルバム『Blankey Jet City 1991-1995』に収録される。
8. ヴァニラ
BLANKEY JET CITY楽曲で唯一の中村達也による作曲。中村曰く、デモテープの段階では「アラビアのロレンス」を意識した曲になっていた。
9. 車泥棒
10. ICE CANDY
後のベスト・アルバム『国境線上の蟻』に収録される。
11. 3104丁目のDANCE HALLに足を向けろ
後のベストアルバム『Blankey Jet City 1991-1995』に収録される。
12. 悪いひとたち
シングル・バージョンと違い、ストリングス・バージョンとなっている。
歌詞の中の「麻薬」という単語が消えている。
ROCKIN'ON JAPAN編集部に本曲が届いた時「これは歴史に残る曲になる」と部内で大騒ぎになったエピソードがある。
後のベスト・アルバム『THE SIX』で歌詞にマスキングがされていない完全VERSION が収録される。